# Vender (Livland)
Vender var en folkgrupp, som ingick i de Östersjöfinska folkstammarna, och som omtalas som bosatt i centrala norra Lettland omkring staden Wenden (Cēsis) mellan 1100-talet och 1500-talet. De underkastades Livländska orden 1207. 